# Mura di Fivizzano

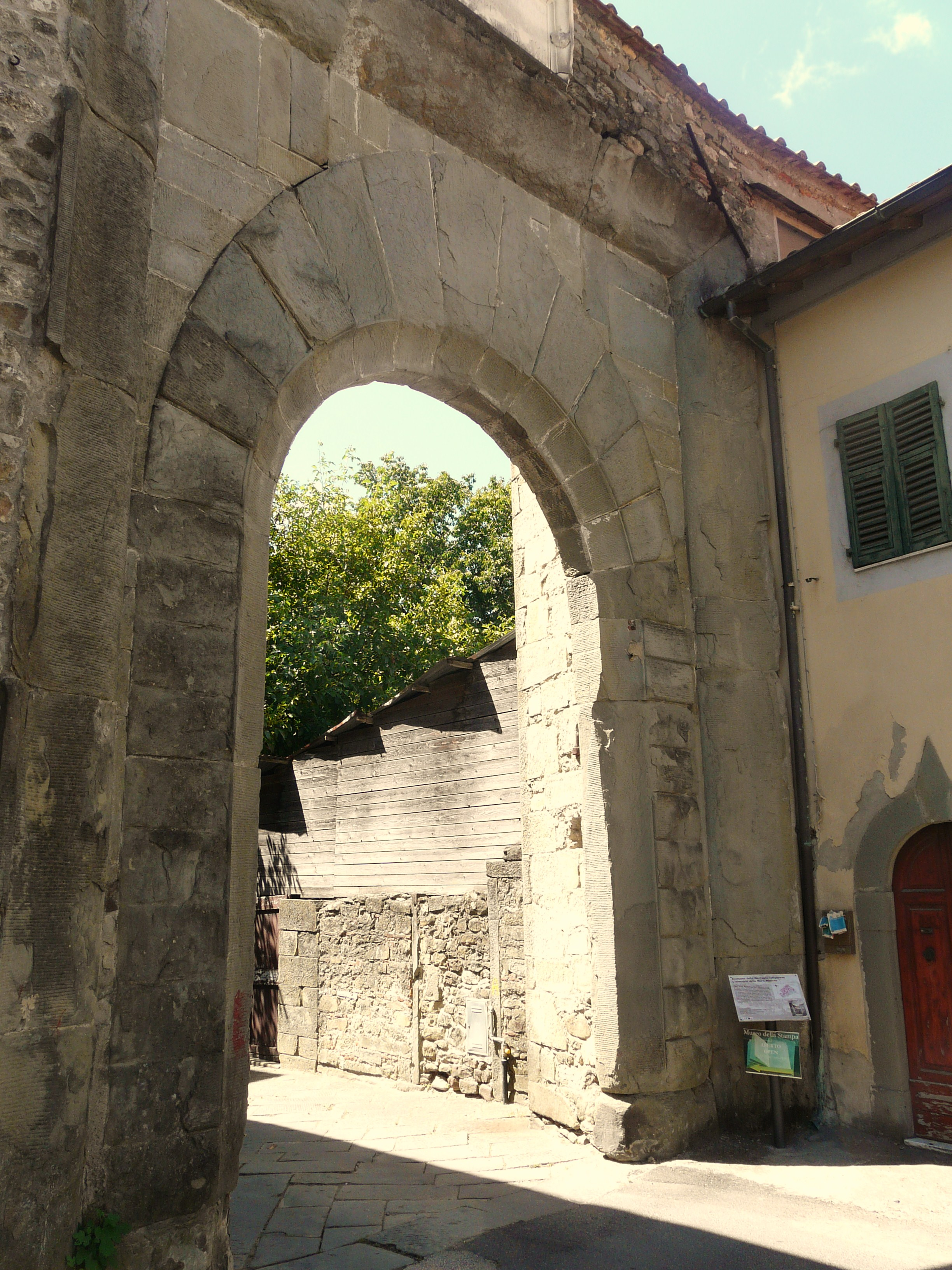
Porta Nord

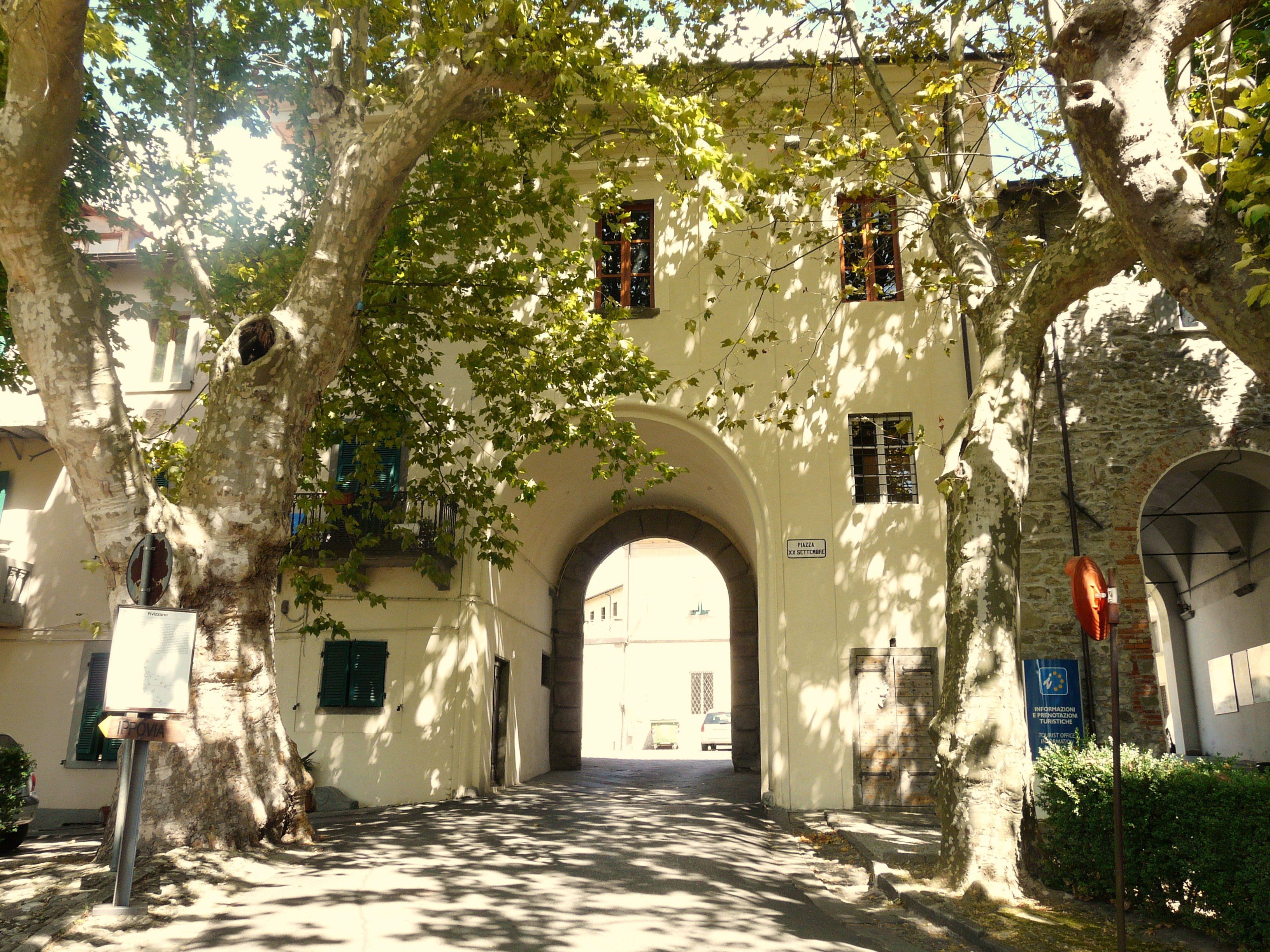
Porta Sud

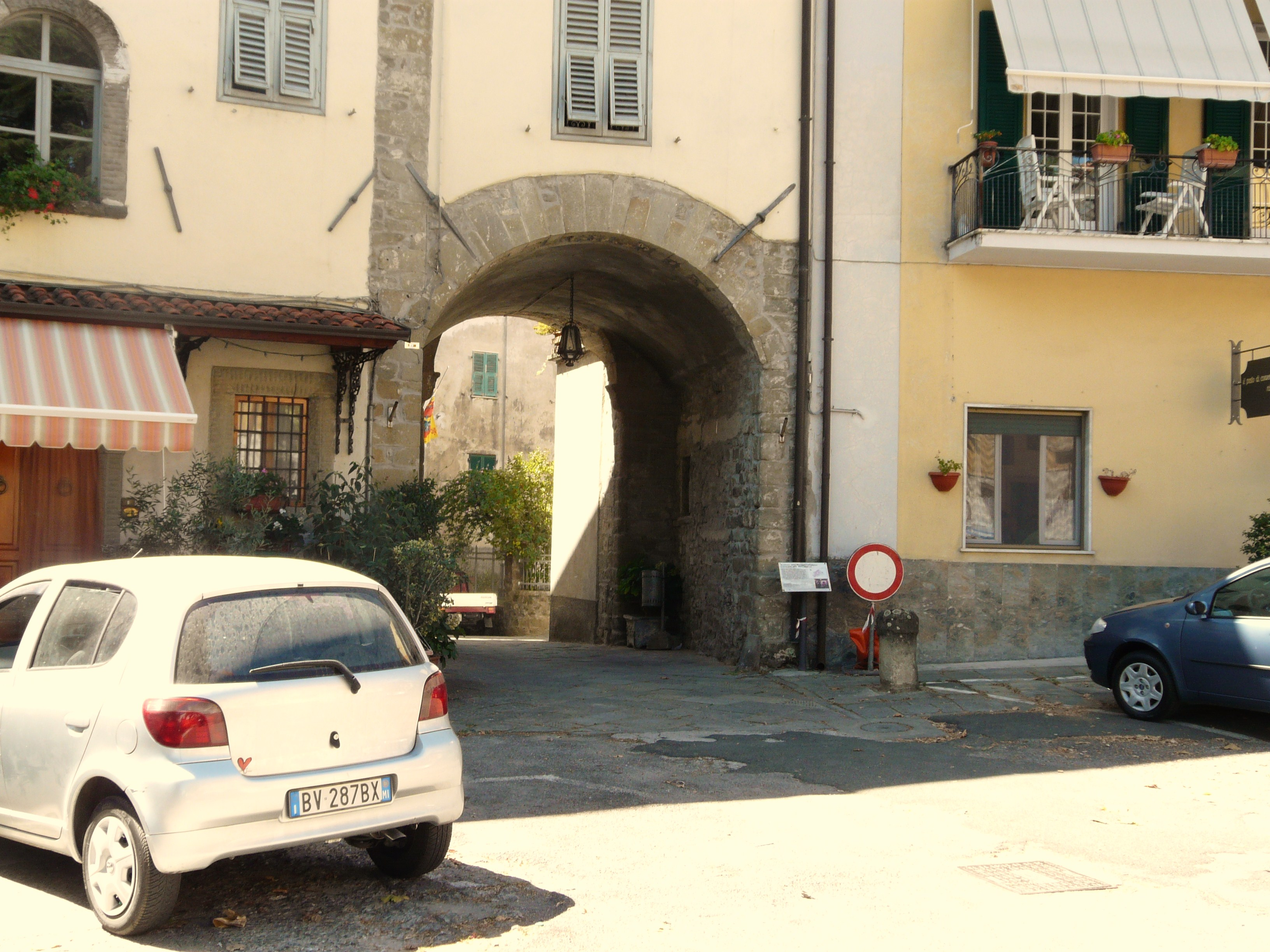
Porta Nuova

Le mura di Fivizzano costituiscono il principale sistema difensivo dell'omonimo comune in provincia di Massa e Carrara.

## Storia
Già nel Medioevo Fivizzano era cinto da mura, ampliate e ricostruite nel 1418 ad opera della Repubblica fiorentina. Questo intervento ben presto risultò insufficiente alle necessità del borgo, e furono necessari ampliamenti.
Questi iniziarono sono nel XVI secolo e a seguito dell'occupazione da parte di truppe imperiali della città. Nel 1540 Cosimo I de' Medici incaricò l'architetto Giovanni d'Alessio detto Nanni Ungaro (1490-1546), collaboratore di Antonio da Sangallo nella costruzione della Fortezza da Basso, di porre mano al nuovo circuito murario.
Alla morte di Nanni Ungaro subentrò Giovanbattista Bellucci detto Sammarino (1506-1554): un suo progetto di fortificazione è presente all'interno del Fondo Magliabechiano nella Biblioteca Nazionale Centrale a Firenze. Nel 1557 le mura risultano completate.
Furono demolite nel 1835 per dare aria e luce alle case: nel 2015 rimaneva solo una piccola parte dell'antico perimetro, con le tre porte d'accesso poste alle estremità del paese, Porta Sarzanese a sud e Porta Modenese a nord e Porta Nuova ad est.

## Descrizione
Le mura di Fivizzano in origine presentavano due porte: la Porta Nord (o de Lombardia o Modenese o di Sopra) e la Porta Sud (o de Firenze o Porta di Sotto). Ad esse si aggiungevano due uscite minori, atte a compiere sortite oin caso di assedi, nel lato orientale ed occidentale delle mura chiamate anche portelle. Quello orientale con il tempo verrà ampliato fino a diventare una vera e propria porta civica, a cui sarà assegnato il nome di Porta Nuova.
La Porta di Sopra, di disegno quattrocentesco, è attribuile per il progetto all'opera di Bellucci, ma per la fattura a maestranze locali; venne terminata nel 1548, come attesta una lapide ancora in situ. La Porta di Sotto è stata con il tempo inglobata in un edificio che assunse la funzione di armeria del corpo di guardia.